# Коровин, Фёдор Иванович
Фёдор Иванович Коровин (1908—1976) — видный советский работник культуры, ректор Московского государственного института культуры в 1958—1976 годах.

## Биография

Могила Коровина на Пенягинском кладбище Красногорска.

Фёдор Иванович Коровин родился 10 марта 1908 года.
С 1958 года и до самой смерти бессменно руководил Московским государственным библиотечным институтом, преобразованном в апреле 1964 года в Московский государственный институт культуры (МГИК). Внёс большой вклад в развитие руководимого им вуза: организовал постройку нового студенческого общежития и столовой, создание типографии, клуба, архива. За время его руководство Московским государственным институтом культуры было создано множество кафедр художественной направленности: актёрского мастерства, театральной режиссуры, хорового дирижирования, народных инструментов, фортепиано, хореографии, кинофоторежиссуры, культуры речи, оркестрового дирижирования, теории и истории музыки, клубных массовых представлений. Кроме того, Коровин активно занимался продвижением института в регионах, в 1967 году был создан Тамбовский филиал Московского государственного института культуры, в 1972 году — Орловский филиал Московского государственного института культуры. С 1975 года институт являлся научно-методическим центром по проблемам высшего библиотечного образования в СССР.
Параллельно с руководством институтом культуры Фёдор Иванович Коровин занимал пост заместителя министра кинематографии РСФСР. За заслуги в области культуры ему было присвоено почётное звание заслуженного работника культуры РСФСР.
Скончался 20 сентября 1976 года, похоронен на Пенягинском кладбище в городе Красногорске Московской области.
Был также награждён двумя орденами «Знак Почёта» и рядом медалей.